# Ștefan Tașnadi

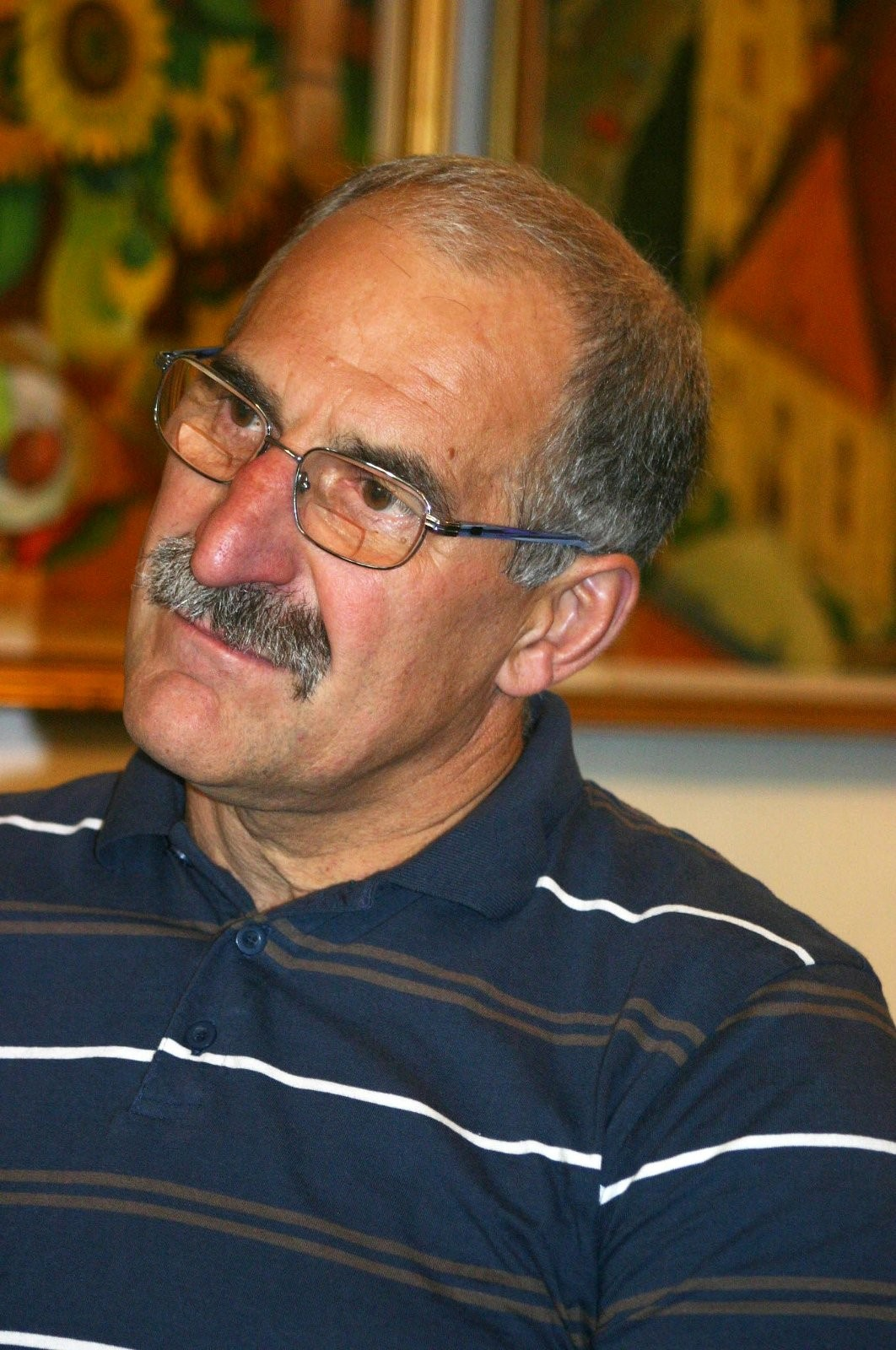
Tasnádi István, în 2009, Fotografiat de László Horváth

Ștefan Tașnadi (n. 21 martie 1953, Cluj, România – d. 28 februarie 2018, Cluj-Napoca, România) a fost un halterofil român de etnie maghiară, specializat în categoria grea. A reprezentat România la Jocurile Olimpice din 1980 și 1984, obținând medalia de argint la ediția din 1984 de la Los Angeles 1984. Tașnadi și-a început cariera sportivă în 1970 la Școala Sportivă „Viitorul” din Cluj și a fost membru al clubului AS Clujana pe parcursul întregii sale activități competiționale. De-a lungul carierei, a stabilit peste 50 de recorduri naționale și a fost primul halterofil român care a câștigat medalii europene, mondiale și olimpice la categoriile mari de greutate. După retragerea din activitatea competițională în 1984, a devenit antrenor de haltere și arbitru internațional, contribuind la formarea și dezvoltarea tinerelor talente în acest sport.